# Bauscia
Bauscia (in italiano /baˈuʃʃa/; in lombardo /baˈyʃa/, spesso reso baüscia) è un vocabolo della lingua lombarda con cui si designa una persona che si dà delle arie, uno sbruffone, un fanfarone. A volte si trova anche nelle varianti ‘’bascia’’ e ‘’basia’’. Letteralmente significa saliva, bavetta o in base alle aeree geografiche anche ‘’sputo’’.
Baüscia indica in senso ironico anche un tipo di piccolo imprenditore poco aperto alle innovazioni, egocentrico, che non ama collaborare o condividere decisioni. Tipicamente, è un soggetto che vuole decidere e intervenire anche nelle aree aziendali in cui non ha competenza. La trasformazione in baüscia avviene soprattutto quando la piccola impresa ha una crescita e assume una dimensione industriale, necessitando così di diversificare e diramare i processi produttivi.

## Accezione calcistica
Il vocabolo è particolarmente attestato e utilizzato nel gergo sportivo, con riferimento al club calcistico dell'Inter. Per lunghi decenni del XX secolo, e segnatamente a partire dagli anni venti, i tifosi milanisti furono prevalentemente di estrazione proletaria; per questo motivo dagli interisti essi venivano soprannominati casciavit (cacciaviti) allo scopo di sottolinearne l'origine popolare. I milanisti, viceversa, chiamavano baüscia i rivali, per rimarcarne l'estrazione sociale più elevata, essendo allora la tifoseria nerazzurra composta perlopiù dalla media borghesia.
Fu il giornalista sportivo Gianni Brera, attorno ai primi anni sessanta, a rilanciare la dicotomia tra baüscia e casciavit, vale a dire tra i borghesi e il popolo della Milano ritratta in Romanzo popolare di Mario Monicelli, la gent (la gente intesa come il popolo), secondo la celebre formula utilizzata dal commediografo e autore teatrale Carlo Bertolazzi. Vissuto nella prima metà del Novecento, Bertolazzi la utilizzò in alcune sue opere, come El nost Milan (divisa in 2 parti: La gent e I sciuri).
Questa distinzione terminologica tra le due tipologie di tifosi andrà spegnendosi sul finire degli anni cinquanta insieme alla riconfigurazione dell'assetto sociale ed economico dell'Italia del miracolo economico e della realtà lombarda, sino a divenire immediatamente inutilizzabile se non con intenzioni puramente burlesche.